# Децим Магн Авсоній
Дéцим Магн Авсóній (лат. Decimus Magnus Ausonius; відомий як Авсоній; 310, Бордо — 395) — державний діяч Римської імперії, консул 379 року, поет і ритор, автор низки віршів та епіграм.

## Життєпис

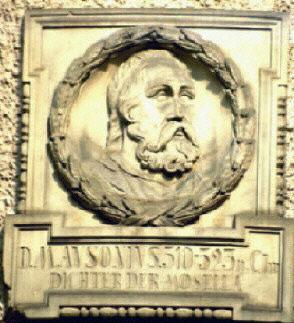
Децим Магн Авсоній

Народився у 310 році в Бурдігалі (сучасне Бордо, Франція). Походив з галльського роду, коріння якого сягають до кельтського племені едуї. Батько, Юлій Авсоній, займався лікарською справою. Мати, Емілія Еонія, дочка землевласника Цецилія Агріція Арборія. Виховувати Авсонія допомагали тітка та бабуся, що робили це досить суворо. Оточення молодого Авсонія описано їм самим у двох великих циклах епітафій — «Про рідних» і «Про викладачів Бурдігали».
Здобув початкову освіту спочатку в Бурдігалі, де навчився читати, писати та познайомився з історією завдяки книгам Варрона. У 13 років розпочав навчання у Толосі (сучасне Тулуза, Франція), де професором був його дядько Емілій Магн Арборій — відомий професор риторики. Освіта дала йому змогу займатися викладанням граматики та риторики, що зробило його відомим на всю Галлію. Викладання в Бурдігалі тривало тридцять років — з 334 по 364 рр. Весь цей довгий проміжок Авсонієвого життя майже невідомий. Його найвідомішим учнем був Паулін Ноланський, майбутній єпископ Ноли, якому наприкінці 390 року Авсоній у трьох посланнях у віршах радив не присвячувати себе аскетичному образу життя.
Авсонію було 55 років, коли доля його змінилася. У 364 році до влади прийшов імператор Валентиніан I. У Валентиніана ріс син і спадкоємець Граціан; викладацька слава Авсонія вже розійшлася по всій Галлії, й імператор у 365 році запросив його в Тревери вихователем Граціана. У 368 році Валентиніан взяв Авсонія та малолітнього Граціана в супровід у зарейнському поході: як здається, Валентиніан мав намір доручити Авсонію віршоване прославляння своїх німецьких перемог. Але Авсонію вдалося переконати імператора, що його покликання — не панегірики, а розважальні вірші. У цій поїздці він написав для забави двору два витончених вірша: «Гриф про число три» (з приводу питання, скільки чаш слід пити на бенкеті) і « Весільний центон» з традиційно-непристойною кінцівкою, весь складений з віршів поета Вергілія. Цим прийомом він не тільки продемонстрував свою ерудицію, а й ухилився від небезпечного суперництва з імператором, який збирався і сам писати твори на те ж весілля. У нагороду Авсоній отримав германську полонянку Біссулу, про яку написав кілька маленьких віршів. Повертаючись з походу в Тревери, він описав своє плавання по річці Мозель у вірші «Мозелла» — найвідомішому своєму творі. У 375 році за бездоганну службу імператор Валентиніан назначив Авсонія квестором священного палацу. Граціан любив і поважав свого вихователя, тому коли сам став імператором у 375 році, він нагородив Авсонія та його сім'ю найвищими громадськими посадами. Роками пізніше Авсонія призначено преторіанським префектом Галлії, його старого батька — вікарієм Іллірика, зятя — проконсулом Африки, сина Гесперія — верховним намісником Італії, Іллірика і Африки, племінника — начальником імператорського майна. У 379 році 70-річного Авсонія призначено консулом Римської імперії. З цієї нагоди він склав дві молитви у віршах, склав «Літопис» усіх римських консулів від початку республіки до власного консульства і вимовив «Вдячну промову» імператору Граціану.
У 383 році під час військового перевороту загинув імператор Граціан: після цього Авсоній остаточно повернувся до спокійного життя. Тоді у нього з'явилося нове коло знайомих: Аксій Павло, теж ритор і поет-аматор; Феон, закоренілий сільський господар, над яким Авсоній добродушно жартував; і, нарешті, Паулін Ноланський, молодий поет, улюблений учень Авсонія, разом з ним він колись служив при Граціані. Паулін був християнином нового складу — християнство означало для нього переоцінку всіх традиційних цінностей, відхід від світу, чернецтво. Для Авсонія таке рішення було абсолютно незрозуміле: для нього християнство вінчало звичну культуру, а не скасовувало її. На старість років Паулін приніс смуту старому вчителю, що затьмарили останні роки Авсонія. Близько 395 року він помер.

## Особисте життя
Перебуваючи в Тревери Авсоній оженився з дівчиною з провінційної знаті. Вона народила йому трьох дітей: старша дитина померла в дитинстві, друга — син Геспер, і третя — дочка Талласія та її чоловік стали найближчими для Авсонія людьми до останніх років. Дружина його померла молодою, років через десять після весілля. Згодом Авсоній згадав її одним з найбільш ніжних своїх віршів «Про рідних».

## Творчість
Для творчості Авсонія, як і для багатьох римських поетів пізнього періоду, характерно захоплення формальною стороною вірша, різного роду складні поетичні експерименти, свідома вторинність, «цитатність» творчості (відсилки до авторів класичної епохи, центони). З художньої точки зору критика Нового часу ставила пізньоримських поетів невисоко, але для Авсонія частково робила виняток, бачачи в ньому оспівувача природи сучасних Франції та Німеччини, і знаходячи в його ліриці співзвучність настроїв романтизму, хоча і критикуючи при цьому його риторичну химерність.
Найвідомішим з його творів є «Мозелла», що написаний у 370—371 рр. — опис подорожі притоками річки Рейн. Дві її основні частини — це опис приток річки, рибна ловля, поведінка риб, їхні смакові якості та опис вілл, виноградників на Мозеллі, з їхньою красою і різноманітністю. Ці дві частини співвідносяться як картина природи і картина культури. Авсонієва «Мозелла» цінується за вільний, легкий та життєрадісний стиль; але попри це твір вважається похідним та неоригінальним.
У циклі віршів «Про славні міста» Авсоній оповідає про найбільші та найзначущі міста імперії. Вірші про них написані по книгам, адже сам Авсоній, як відомо з біографії, за все життя не залишав Галлію).
У доробку Авсонія присутні вірші шкільного походження, що не виокремлюються особливою поетичністю, вони зібрані в «Книзі еклог»: «Про термін життя всього живого», «Про розподіл фунта», «Про розрахунок своєчасного дітонародження», «Скільки днів в кожному місяці», «На які числа місяців припадають нони і іди», «Скільки днів між сонцестояннями і рівноденнями», «Про дванадцять подвигів Геркулеса», «Про чотири Всегрецьких іграх», «Де вони відбувалися», «Хто їх заснував»… Їх витік — найпростіша форма всієї дидактичної поезії, вони виконують функції мнемотехнічних віршів, які полегшують запам'ятовування певних дат і фактів. Складалися вони не для практичного вжитку: запам'ятати 12 місяців або скільки виношується дитина в утробі матері було легше у повсякденному житті, аніж за віршами Авсонія; але художній принцип тут був вище через любов Авсонія пояснюється не до шкільного викладання.
Оточення молодого Авсонія описано їм самим у двох великих циклах — «Про рідних» і «Про викладачів Бурдігали», останній автор присвятив 24 друзям і колегам. У цих циклах Авсоній розвиває жанр епітафії.
Авсоній був також прозаїком, який писав на штучній, вичурній латині. Збереглися листи (деякі з них в поетичній формі) до різних осіб, перш за все до друзів, таким як Паулін, Симмах, які захоплювалися ним і порівнювали його з Вергілієм.
Деякі вірші Авсонія були перекладені українською мовою М. Зеровим та В. Маслюком:

ІМ'Я НА МАРМУРІ

Літера тільки єдина блищить і дві крапки за нею:

«Люцій!» — читаємо ми власне наймення мерця.

Далі нарізане «М», але «М» не цілком збереглося,

Камінь упав і вгорі літеру ту пощербив.

І не вгадає ніхто із остачі нужденної — Марій,

Марцій чи, може, Метелл тут під землею поліг.

Порозпадались на порох усі переплутані скалки,-

Як уложити тепер прізвище з них родове?

Чи ж дивуватися смерті людей? Не втече від загину

Камінь могили твердий, імені слава дзвінка.
ЕПІГРАМА НА «АФРОДІТУ» ПРАКСІТЕЛЯ

Кнідську Кіпріду Венера, побачивши раз, заявила:

«Голою, знаю, мене бачив, Праксителю, ти».

«Ні, я не бачив, та й гріх, а залізом ми творим скульптури,

Марсу ж Градіву над ним влада належить уся».

Знає залізний різець, що Арею Кіпріда солодка,

Тож і такою її точно для нього зробив.'

ЕПІГРАМА НА ВЕНЕРУ У ЗБРОЇ

Якось у зброї Венеру побачила Діва-Паллада;

«Ми за Паріса тепер можемо битись», — рекла.

«Як же ти смієш, зухвала, боротись зі мною, що в зброї,

Як колись, гола цілком, перемогла я тебе?»'

У творчому доробку Авсонія є близько 120 епіграм.